# Tribes: Vengeance
Tribes: Vengeance è il terzo capitolo della serie di sparatutto in prima persona fantascientifici Tribes (quarto contando Tribes Aerial Assault, che è però considerato uno spin-off non facente parte della serie regolare), sebbene la trama racconti fatti accaduti molti anni prima di Starsiege: Tribes. A differenza degli episodi precedenti, che puntavano maggiormente sulle modalità multiplayer, questo è dotato di una campagna giocatore singolo.